# Stenomiella viridis
Stenomiella viridis är en insektsart som beskrevs av Evans 1955. Stenomiella viridis ingår i släktet Stenomiella och familjen dvärgstritar. Inga underarter finns listade i Catalogue of Life.